# Belo Vale
Belo Vale é um município brasileiro localizado no Quadrilátero Ferrífero do estado de Minas Gerais. Dista 82 km de Belo Horizonte. Sua população recenseada em 2022 era de 8 627 habitantes.

## História
Acredita-se que os bandeirantes paulistas Paiva Lopes e Gonçalo Álvares, membros da expedição de Fernão Dias Paes, foram os primeiros agentes coloniais a desbravar a região. Em 1735, graças a descoberta de ouro na região da Serra do Mascate, ergueu-se um templo religioso dedicado a Santa Ana. Nos arredores do templo foi constituido um povoado que ficou conhecido como Santana do Paraopeba. Entre 1760 e 1780 foi construída a grandiosa Fazenda Boa Esperança, morada do Barão de Paraopeba. Calcula-se que o empreendimento contava com um plantel de 1000 escravizados que trabalhavam com a exploração de ouro na região.
A terra de Santana do Paraopeba era muito árida, impossibilitando o desenvolvimento da agricultura na região. Justamente por isso, iniciou-se um processo de emigração de fazendeiros, em busca de melhores pastos e terras para plantio. Adentrando pelo rio Paraopeba encontraram, por volta de 1760, um vale, que viria a ser o Belo Vale. Nesse local ergueram em 1754 uma capela dedicada a São Gonçalo. Com o desenvolvimento da região construiu-se uma ponte de madeira, e o lugar passou a ser conhecido como São Gonçalo da Ponte.
Em 1839 foi elevado à categoria de distrito, subordinado a Bonfim. Em 1914 começam as obras de um ramal ferroviário para a região, que prometia grande desenvolvimento a região. A construição foi finalizada em 1917, naquele contexto o distrito havia sido renomeado e passou a se chamar Belo Vale. Em 1926 é construida a Ponte Melo Viana, inteira de cimento importanto da Europa. Com a evolução urbana o distrito emancipou-se, a partir do ato de Benedito Valadares de 1938.

## Geografia
O município de Belo Vale faz divisa com os municípios de Congonhas, Ouro Preto, Moeda, Brumadinho, Bonfim, Piedade dos Gerais e Jeceaba. Localiza-se na região central do estado de Minas Gerais, no Quadrilátero Ferrífero. Segundo a classificação mais recente do IBGE (2017), está na Região Geográfica Imediata de Conselheiro Lafaiete, na Região Geográfica Intermediária de Barbacena.
É composto por apenas dois distritos: o distrito-sede (Belo Vale) e Santana do Paraopeba, também conhecido como Costas. Suas principais localidades rurais são: Boa Morte, Pintos, Arrojado Lisboa, Chacrinha, Laranjeiras, Chácara dos Cordeiros, Posse, Curral Moreira, Roças Novas de Baixo, Roças Novas de Cima, Noiva dos Cordeiros, Vargem de Santana, Costas, Palmital, João Alves e Lages.

### Relevo
Sua altitude máxima está localizada no alto da Serra do Mascate a 1.612 metros de altitude e sua mínima a 786 metros no leito do rio Paraopeba. O relevo é considerado 20% plano, 70% ondulado e 10% montanhoso. Por causa de seu relevo é difícil a entrada de indústrias de grande porte no município, devido à dificuldade de escoação dos produtos.

### Hidrografia
O índice pluviométrico anual de Belo Vale é 1.670 mm.
Seus principais rios são o Paraopeba e o Ribeirão dos Paivas, todos afluentes da bacia do rio São Francisco.

## Economia
A organização econômica do município baseia-se, principalmente, na agropecuária. Na agricultura é destaque as culturas de citrus, milho, feijão, batata-doce, entre outros. Atualmente é o maior produtor de tangerina pokan do estado de Minas Gerais.
Na pecuária é destaque a criação de gado bovino para corte, por conta das pastagens naturais ricas em capim gordura e jaraguai.

### Transporte Ferroviário
Há anos o transporte ferroviário de passageiros não é mais utilizado, porém a MRS opera no município com o transporte de cargas e principalmente na escoação do minério de ferro produzido na serra pela Linha do Paraopeba da antiga Estrada de Ferro Central do Brasil.

## Turismo

### Atrações históricas
O município integra o circuito turístico Veredas do Paraopeba. Os principais destaques turísticos são:
- Fazenda Boa Esperança, com pinturas de Mestre Ataide, provavelmente construída em meados do século XVIII com influências arquitetônicas do Norte de Portugal. A fazenda pertenceu ao Barão do Paraopeba. Atualmente, é tombada e pertence ao IEPHA, situando-se a 6 km da sede do município.[13]
- Museu do Escravo, composto por seis salas em seu pavimento superior, onde é possível contemplar peças e utensílios ligados a “Casa Grande” que eram de uso e posse dos senhores da época. No pavimento inferior, observa-se um grande pátio e ao centro a estátua de um escravizado sendo açoitado no pelourinho, ladeando esse pátio observa-se senzalas que no seu interior resguardam peças ligadas ao período da escravidão, trata-se de peças de trabalho e castigos.[14]
- Forte das Casas Velhas, foi tombado pelo IEPHA, por seu valor histórico, arqueológico e paisagístico.[15]